# Anthropopithèque

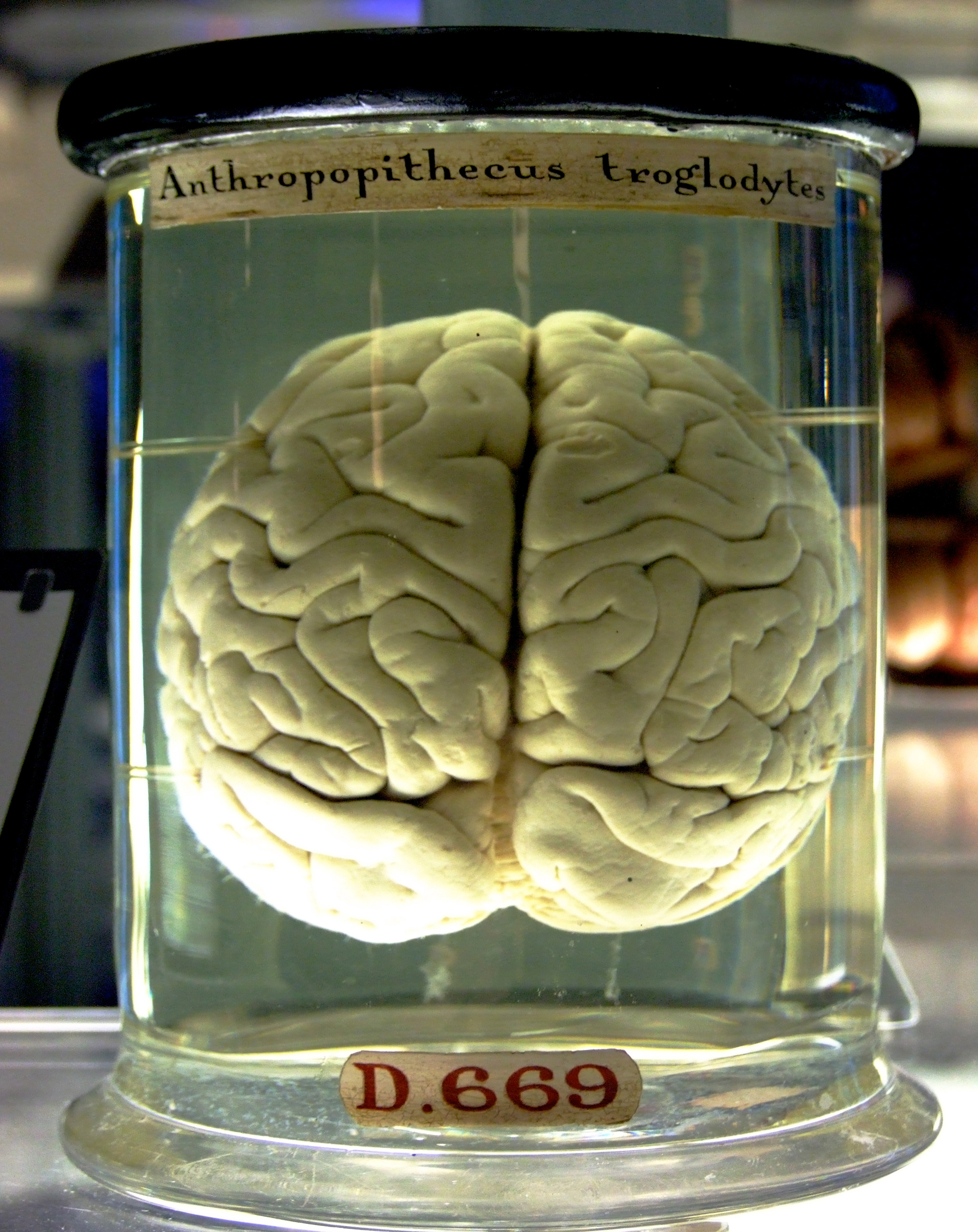
Cet ancien bocal contenant un cerveau de chimpanzé est conservé dans le Science Museum de Londres. Il est encore étiqueté Anthropopithecus troglodytes, nom binominal remplacé en 1895 par Pan troglodytes.

Le terme « anthropopithèque » est un mot formé à partir des racines grecques ἄνθρωπος (anthropos, « homme ») et πίθηκος (píthēkos, « singe »). Il signifie donc, littéralement, « singe-homme » ou « singe ayant des propriétés ou des caractères de l'homme ». Le terme « pithécanthrope » est formé à partir de ces mêmes mots grecs mais signifie le contraire : « homme-singe » ou « homme ayant des propriétés ou des caractères du singe ». Les termes « anthropopithèque » et « pithécanthrope » ont eu chacun leur propre histoire au sein de l'avènement progressif des sciences que sont actuellement la zoologie, l'anthropologie et la paléoanthropologie. Selon les époques et selon les auteurs ces deux termes ont eu des significations différentes, mais aucun des deux n'a de nos jours une validité scientifique acceptée.

## Histoire
Le terme « anthropopithèque » (nom de genre Anthropopithecus) a été proposé pour la première fois en 1839 par le zoologiste et anatomiste français Henri-Marie Ducrotay de Blainville (1777-1850) pour nommer des échantillons attribués à l'animal actuellement identifié comme étant le chimpanzé.
C'est en suivant ce nom de genre établi par De Blainville que le chirurgien et naturaliste britannique John Bland-Sutton (1855-1936) avait proposé le nom d'espèce Anthropopithecus troglodytes en 1883 pour désigner le Chimpanzé commun. Pourtant le genre Pan avait déjà été attribué aux chimpanzés en 1816 par le naturaliste allemand Lorenz Oken (1779-1851). Toute nomenclature antérieure ayant le droit de prééminence sur les nomenclatures ultérieures, le genre Anthropopithecus perdit en 1895 sa validité, en devenant à partir de cette date un synonyme junior du genre Pan.
En 1879 l'archéologue et anthropologue français Gabriel de Mortillet (1821-1898) avait proposé le terme « anthropopithèque » pour désigner un « chaînon manquant », un être hypothétique intermédiaire entre le singe et l'homme qui aurait vécu au Tertiaire et qui aurait produit des éolithes,. Dans son ouvrage de 1883 Le Préhistorique, antiquité de l'homme (cité ici d'après la 2e édition, de 1885), De Mortillet écrit :
« Nous sommes donc forcément conduits à admettre, par une déduction logique tirée de l’observation directe des faits, que les animaux intelligents qui savaient faire du feu et tailler des pierres à l’époque tertiaire, n’étaient pas des hommes dans l’acception géologique et paléontologique du mot, mais des animaux d’un autre genre, des précurseurs de l’homme dans l’échelle des êtres, précurseurs auxquels j’ai donné le nom d’Anthropopithecus. Ainsi, par le seul raisonnement, solidement appuyé sur des observations précises, nous sommes arrivés à découvrir d’une manière certaine un être intermédiaire entre les anthropoïdes actuels et l’homme. »
Lorsqu'en 1905 le paléontologue, paléoanthropologue et géologue français Marcellin Boule (1861-1942) publia un papier démontrant que les éolithes étaient des pseudo-outils de pierre produits par des phénomènes naturels (gel, pression, incendies), l'argument proposé par De Mortillet tomba dans le discrédit et son acception du nom Anthropopithecus fut abandonnée. Pourtant l'acception se référant au genre attribué aux chimpanzés avait persévéré tout au long du XIXe siècle, au point d'être même un nom de genre attribué à des spécimens fossiles. Par exemple, un primate fossile découvert en 1878 par le malacologiste britannique William Theobald (1829-1908) dans le Pendjab pakistanais en Inde britannique fut d'abord nommé Palaeopithecus en 1879 mais plus tard rebaptisé Anthropopithecus sivalensis, en entendant par là que ces restes devaient être ramenés au genre du chimpanzé tel qu'il était compris à l'époque. Un exemple célèbre d'anthropopithèque fossile est celui de l'homme de Java, découvert en 1891 à Trinil au bord du fleuve Solo, en Java oriental, par le médecin et anatomiste néerlandais Eugène Dubois, qui baptisa la créature avec le nom scientifique Anthropopithecus erectus. Ce papier de Dubois, du dernier quart de 1892, fut publié par le gouvernement néerlandais en 1893. En ces premières années 1890, le terme Anthropopithecus était encore et toujours le nom de genre des chimpanzés, ainsi l'Anthropopithecus erectus de Dubois venait à signifier quelque chose comme « le chimpanzé dressé », ou « le chimpanzé debout ». 

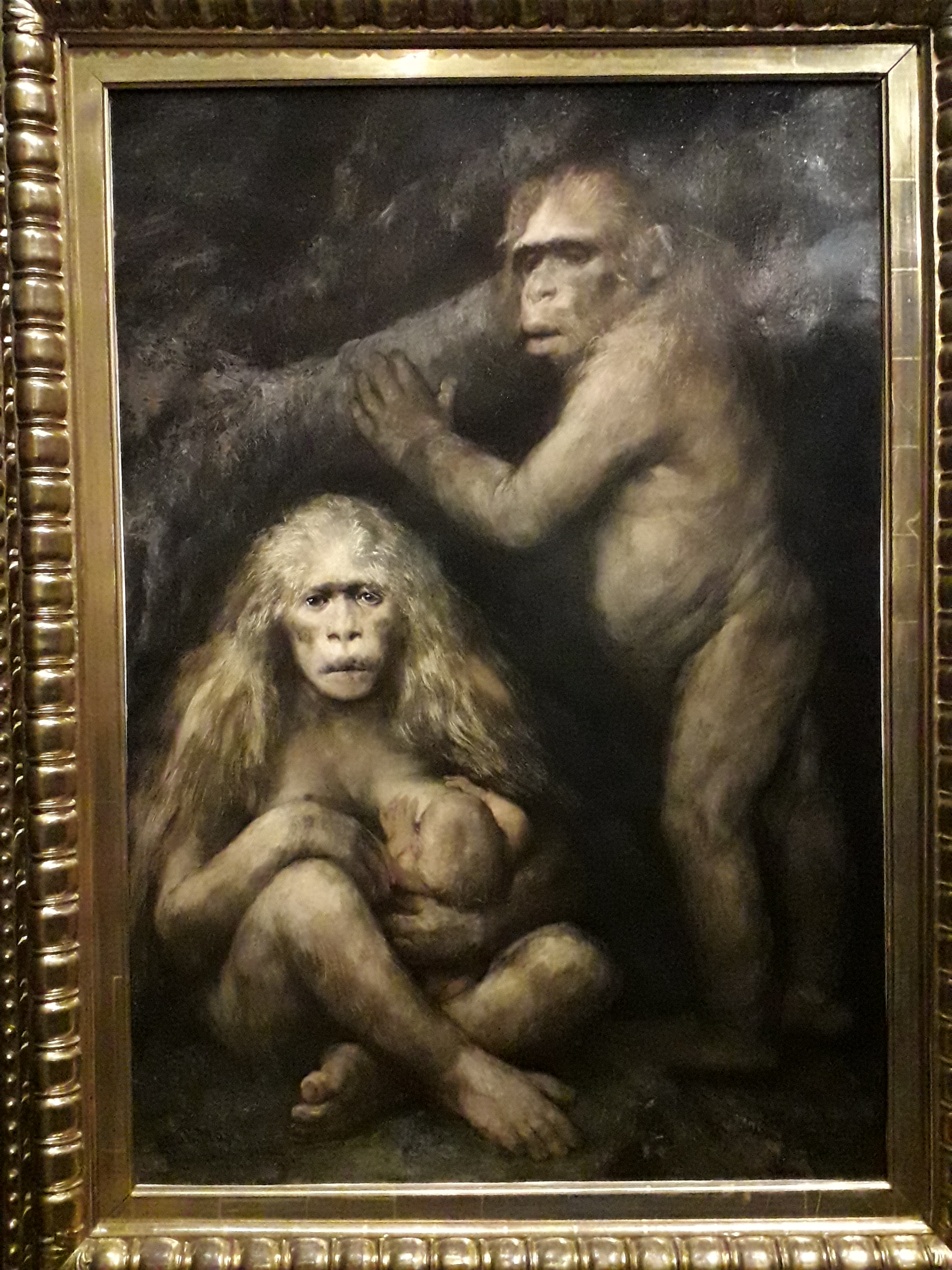
Pithecanthropus alalus, par le peintre Gabriel von Max (1864)

Pourtant un an plus tard, en 1893, Dubois estima que des caractères anatomiques propres imposaient l'attribution de ces restes à un genre différencié du genre Anthropopithecus et il rebaptisa ces spécimens de Java avec le nom Pithecanthropus erectus (papier de 1893 publié en 1894). 'Pithecanthropus était un genre que le biologiste allemand Ernst Haeckel (1834-1919) avait créé en 1868 imaginant ainsi un Pithecanthropus alalus (« Singe-homme sans parole ») qui serait le fameux chaînon manquant du singe à l'humain. 
Des années plus tard, au XXe siècle, le médecin et paléoanthropologue allemand Franz Weidenreich (1873-1948) compara en détail les caractères de l'homme de Java découvert par Dubois, alors nommé Pithecanthropus erectus, avec les caractères de l'homme de Pékin, alors nommé Sinanthropus pekinensis. Weidenreich conclut en 1940 que par leur similarité anatomique avec les humains modernes il était nécessaire de réunir tous ces spécimens de Java et de Chine dans une même espèce du genre Homo, l'espèce Homo erectus. Le genre Anthropopithecus, quant à lui, était alors abandonné depuis au moins 1895.

## Dans la culture populaire
C'est pour les raisons déjà exposées que le terme « anthropopithèque » est scientifiquement désuet. Il a tout de même pénétré dans la culture populaire, où il a même connu une certaine persistance à travers le temps :
- Dans sa nouvelle de 1887 Gil Braltar, Jules Verne recourt au terme « anthropopithèque » pour décrire l'aspect simiesque de l'un de ses personnages, le général McKackmale :

« Il dormait bien, le général Mac Kackmale, sur ses deux oreilles, plus longues que ne le comporte l’ordonnance. Avec ses bras démesurés, ses yeux ronds, enfoncés sous de rudes sourcils, sa face encadrée d’une barbe rêche, sa physionomie grimaçante, ses gestes d’anthropopithèque, le prognathisme extraordinaire de sa mâchoire, il était d’une laideur remarquable, – même chez un général anglais. Un vrai singe, excellent militaire, d’ailleurs, malgré sa tournure simiesque. »
- Dans le roman de science-fiction La Cité des Ténèbres, écrit par Léon Groc en 1926, il est fait mention des « anthropopithèques », des hommes-singes ayant atteint un degré très primitif de civilisation.
- L'auteur belge de bande dessinée Hergé a fait du terme « anthropopithèque » l'un des nombreux jurons du capitaine Haddock dans la série d'albums Les Aventures de Tintin[6].
- En 2001, la chanteuse française Brigitte Fontaine a écrit et chanté la chanson Pipeau, dans laquelle se répète une strophe faisant mention des « anthropopithèques » :

« Mets-la donc en veilleuse

Va t’faire voir chez les grecs,

Les anthropopithèques. »